# Parlasco
Parlasco är en ort och kommun i provinsen Lecco i regionen Lombardiet i Italien. Kommunen hade 134 invånare (2018).